# Les Siens (film, 1925)
Pour l’article homonyme, voir Les Siens.

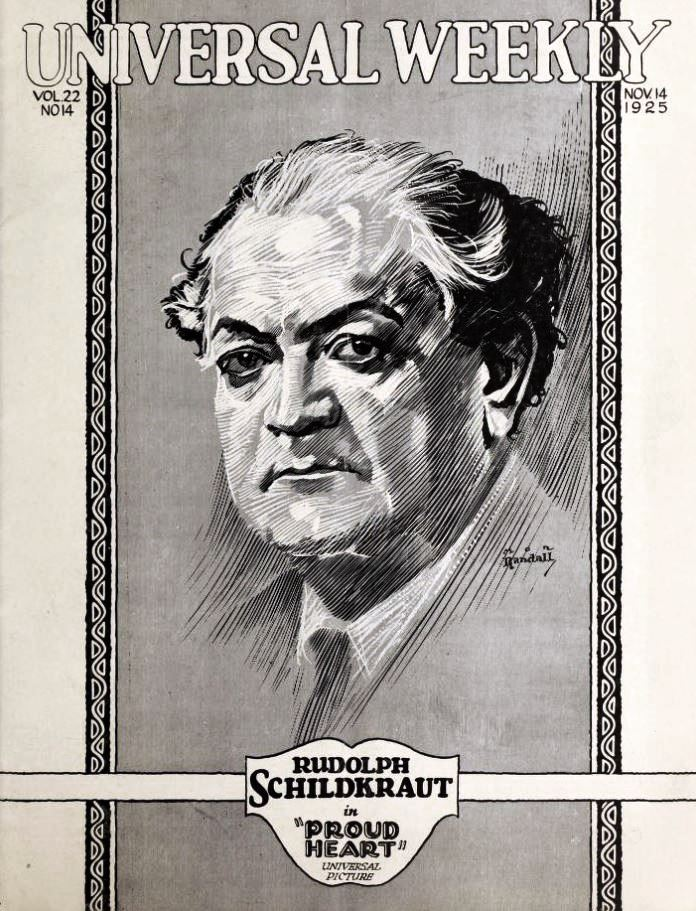
Annonce pour le film, avec le titre de travail Proud Heart.

 Les Siens (His People, aussi connu sous le titre Proud Heart) est un film américain réalisé par Edward Sloman et sorti en 1925. C'est un exemple caractéristique du cinéma muet sur le thème de l'intégration des immigrants à la société américaine.

## Synopsis
Un jeune boxeur juif grandit dans le Lower East Side à New York.
Le rabbin Cominsky, père de deux fils, vit à Manhattan en tant que vendeur de charrettes. Il favorise le studieux et ambitieux Morris, l'aîné, qui veut devenir avocat, plutôt que le fidèle Sammy, qui vend des journaux et qui aide son frère aîné à poursuivre ses études. Cominsky découvre que Sammy est devenu boxeur sous le nom de "Battle Rooney" et le chasse de la maison. Morris exige que son père lui achète un costume, alors Cominsky met en gage son pardessus pour en obtenir un et tombe gravement malade. Cominsky se remet, mais on lui dit qu'il devrait aller vers un climat plus chaud. Morris, quant à lui, s'est fiancé à Ruth Stein, la fille de son patron, mais a honte de sa filiation.

## Fiche technique
- Titre original : His People
- Réalisation : Edward Sloman
- Scénario : Charles E. Whittaker, Alfred A. Cohn d'après une histoire d'Isadore Bernstein
- Photographie : Max Dupont
- Distributeur : Universal Pictures
- Genre : Mélodrame[2]
- Durée : 9 bobines
- Date de sortie :
  - États-Unis : 1er novembre 1925

## Distribution

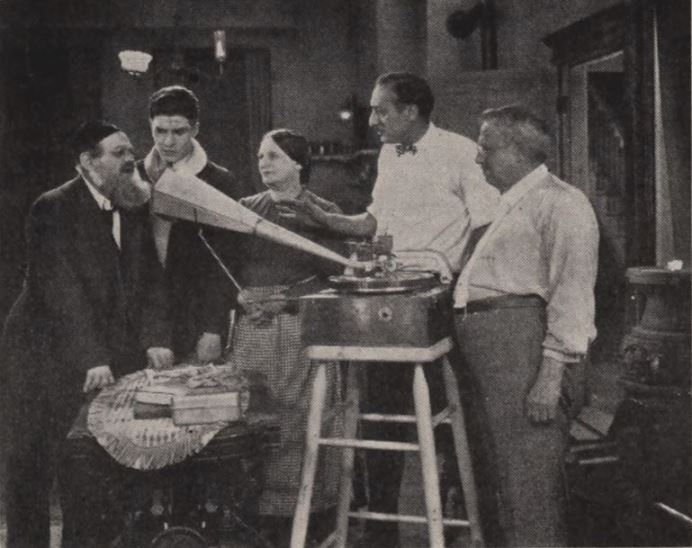
Rudolph Schildkraut, Rosa Rosanova et le réalisateur Edward Sloman.
La légende de la photo parue dans Universal Weekly indique que ce serait le premier acteur dont la voix a été enregistrée pendant le tournage d'une scène.

- Rudolph Schildkraut : David Cominsky
- Rosa Rosanova : Rose Cominsky
- Robert Gordon : Sammy Cominsky enfant
- George J. Lewis : Sammy Cominsky
- Albert Bushaland : Morris Cominsky, enfant
- Arthur Lubin : Morris Cominsky
- Jean Johnston : Mamie Shannon, enfant
- Blanche Mehaffey : Mamie Shannon
- Kate Price : Kate Shannon
- Virginia Brown Faire : Ruth Stein
- Nat Carr : Chaim Barowitz
- Bertram Marburgh : Juge Nathan Stein
- Edgar Kennedy : Thomas Nolan
- Harry Tenbrook : Mike
- Charles Sullivan : le Champion
- Sidney Franklin : Levensky
- Rolfe Sedan : un invité